# East Devon
East Devon är ett distrikt (motsvarande kommun) i grevskapet Devon i England, Storbritannien. Distriktet har 154 500 invånare (2022).  
Större orter är Exmouth, Honiton och Sidmouth. Distriktet är indelat i 72 civil parishes.

## Natur
Stora delar av East Devon utgörs av två Areas of Outstanding Natural Beauty, nämligen East Devon AONB och Blackdown Hills AONB. Hela East Devons kust är en del av världsarvet Jurassic Coast. Distriktet har 132 457 invånare (2011).

## Politik
Distriktets fullmäktige, East Devon District Council, är organiserat enligt "ledare och kabinett"-formen.

## Artikelursprung
Den här artikeln är helt eller delvis baserad på material från engelskspråkiga Wikipedia.